# 笠間警察署
笠間警察署（かさまけいさつしょ）は、茨城県警察が管轄する警察署の一つである。署長は警視。

## 所在地
- 〒309-1614 茨城県笠間市寺崎79番地の1

## 管轄区域
- 笠間市
- 東茨城郡城里町

かつては笠間市と西茨城郡（友部町、岩間町、岩瀬町、七会村）が管轄区域であったが、平成の大合併で旧岩瀬町は桜川警察署（旧真壁警察署）へ移管した。代わりに水戸警察署管轄だった旧東茨城郡常北町、桂村が笠間署へ移管した。

## 沿革
- 1874年（明治7年） - 警察笠間出張所
- 1875年（明治8年） - 笠間警部出張所と改称
- 1877年（明治10年） - 笠間警察署と改称
- 1936年（昭和11年） - 岩間分署/羽黒分署
- 1984年（昭和59年） - 現庁舎建設

## 組織
- 署長
- 副署長
- 警務課
  - 警務係
  - 総合相談係
  - 被害者支援係
- 会計課
  - 会計係
- 地域課
- 生活安全課
  - 生活安全係
  - 人身安全少年係
  - 銃刀係
- 刑事課
  - 鑑識係
- 交通課
- 警備課

## 地区交番

### 城里町
- 城里地区交番 - 東茨城郡城里町大字石塚2339-1

## 交番

### 笠間市
- 岩間駅前交番 - 笠間市下郷7005-7
- 佐白交番 - 笠間市石井2259
- 友部駅前交番 - 笠間市友部駅前6-23

## 駐在所

### 笠間市
- 大橋駐在所 - 笠間市大橋1595-2
- 大原駐在所 - 笠間市小原3771-1
- 北吉原駐在所 - 笠間市南吉原1027-1
- 福原駐在所 - 笠間市福原3496-1

### 城里町
- 桂駐在所 - 東茨城郡城里町大字阿波山646-1
- 入野駐在所 - 東茨城郡城里町大字上入野2795-1
- 七会駐在所 - 東茨城郡城里町大字小勝703